# Antonio Dubini
Antonio Dubini (Milano, 19 maggio 1877 – Valmadrera, 2 ottobre 1931) è stato un calciatore e dirigente sportivo italiano, di ruolo attaccante.
Fece parte del gruppo italiano che contribuì alla fondazione del Milan nel 1899.

## Carriera
Giocò come attaccante nella prima stagione ufficiale della neonata società, per poi assentarsi per motivi di lavoro, e tornare a disputare la finale del 1902 contro il Genoa.
Nel maggio 1902 partecipò con i rossoneri al torneo calcistico del campionato nazionale di ginnastica. Dopo aver superato il L.R. Vicenza in semifinale, si aggiudicò la vittoria ex aequo con l'Andrea Doria al termine della finale contro i genovesi, terminata a reti bianche, e il titolo di campione d'Italia, la Coppa Forza e Coraggio e la Corona di Quercia.
Ritiratosi dai campi, continuò a dare il suo contributo come dirigente per tre annate.

## Palmarès

### Calciatore

#### Club

##### Altre Competizioni
- Torneo FGNI: 1

Milan: 1902
- Medaglia del Re: 3

Milan: 1900, 1901, 1902